# 게이트키핑
게이트키핑(gatekeeping)은 일반적으로 어떠한 메시지가 선택되거나 선택되지 않는 경우를 말한다. 언론정보학에서의 게이트 키핑은 뉴스를 생산하는 기자나 편집자에 의해서 뉴스가 취사 선택되는 것을 의미한다.

## 같이 보기
- 선전 모델
- 검열
- 매체 편향
- 나르시시즘